# Deense bijl

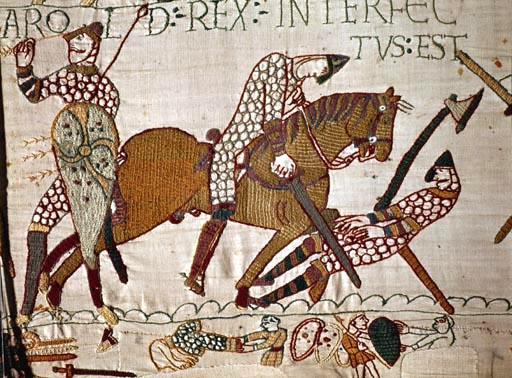
Deense bijl op het tapijt van Bayeux

De Deense bijl is een voorbeeld van een strijdbijl. Deze bijl is ontstaan, zoals de naam laat vermoeden, in de gebieden van Denemarken. In de loop van de 11e eeuw werd hij overgenomen door de Angelsaksen. Later, in de 12de en de 13de eeuw, verspreidde de bijl zich verder door Europa. De Deense bijl is een soort basisbijl. Rond de 16de eeuw vinden we heel wat basisvarianten terug van deze bijl, voornamelijk in Ierland en Schotland. Omdat de bijl ook gebruikt werd in de agrarische sector wordt vermoed dat hij daar zijn wortels heeft.
De afmetingen van de Deense bijl kunnen sterk variëren naargelang het type. We onderscheiden een L-type en een M-type in de zogenaamde Petersentypologie. Het L-type is voornamelijk smaller dan het M-type. De lengte van het snijvlak varieert tussen de 20 en 30 cm en was ongeveer 2 mm dik. Het blad was gemaakt uit koolstofstaal. De lengte van de steel ligt tussen 0,9 m en 1,2 m. Beuken was waarschijnlijk de houtsoort die gebruikt werd om de steel te vervaardigen.
De beste bron die we heden ten dage kennen die de Deense bijl weergeeft is het tapijt van Bayeux. Het tapijt toont hoe Willem de Veroveraar de troon van Engeland opeist. Er zijn ook heel wat Deense ruiters afgebeeld en húskarls. Dit zijn huursoldaten die fungeerden als lijfwachten van de Angelsaksische koningen. Op het tapijt van Bayeux werden ze heel vaak afgebeeld met een Deense bijl. Ze vochten namelijk mee met Harold Godwinson tegen Willem de Veroveraar in de slag bij Hastings in 1066. De Deense bijl werd ook gebruikt door de Varjagen. Dit is een benaming voor Vikingen die handel dreven met de Byzantijnen. Later, in 1141, werd de bijl ook gebruikt door Koning Stefanus van Engeland tijdens de slag bij Lincoln.
Uiteindelijk begon de vorm van de Deense bijl te veranderen. De simpele bijl kreeg pinnen op de achterzijde en ook aan het uiteinde werd een speerpunt geplaatst. Volgens sommigen is dit de voorloper van de hellebaard.